# Corsari scozzesi/Una fiaba
Corsari scozzesi/Una fiaba è il terzo singolo de I Due Corsari, pubblicato dalla Dischi Ricordi nel 1959.
I due brani rock and roll saranno inseriti nella raccolta del duo Giorgio Gaber e Enzo Jannacci pubblicata nel 1972.
In entrambe le canzoni i cantanti sono accompagnati dal complesso I Cavalieri.

## Tracce
Edizioni musicali Dischi Ricordi.
Lato A
1. Corsari scozzesi (testo: Franco Franchi – musica: Gian Franco Reverberi)

Lato B
1. Una fiaba (testo: Davide Pennati – musica: Giorgio Gaber)